# جوريس كرامر
جوريس كرامر (بالهولندية: Joris Kramer)‏ (ولد في 2 أغسطس 1996) هو لاعب كرة قدم هولندي يلعب كمدافع في نادي إي زد ألكمار.

## روابط خارجية
- جوريس كرامر على موقع قاعدة بيانات كرة القدم.إي يو (الإنجليزية)
- جوريس كرامر على موقع Soccerway.com (الإنجليزية)
- جوريس كرامر على موقع عالم كرة القدم.نت (الإنجليزية)
- جوريس كرامر على موقع AS.com (الإسبانية)